# Calliona siaka
Calliona siaka är en fjärilsart som beskrevs av William Chapman Hewitson 1858. Calliona siaka ingår i släktet Calliona och familjen Riodinidae. Inga underarter finns listade i Catalogue of Life.